# Steppa arbustiva mediterranea
La steppa arbustiva mediterranea è un'ecoregione del Nordafrica appartenente al bioma delle foreste, boschi e macchia mediterranea. Occupa gli altopiani interni e le catene montuose della regione del Maghreb, estendendosi in linea di massima tra i boschi e foreste mediterranei costieri a nord e il Sahara a sud.
La regione fa parte dell'ecoregione globale 123 Formazioni forestali mediterranee, inclusa nella lista Global 200.

## Territorio
La steppa arbustiva mediterranea occupa un'area di 291700 km² in Marocco, Algeria, Tunisia, Libia ed Egitto. Il nucleo principale dell'ecoregione si estende dalle pendici meridionali dell'Alto Atlante nel Marocco orientale attraverso l'Algeria e la Tunisia, dove raggiunge la costa mediterranea in corrispondenza del golfo di Gabès. In Algeria, si trova a sud della catena costiera dell'Atlante telliano e ricopre l'altopiano e l'Atlante sahariano. Più a est, in località più vicine alla costa si trovano diverse enclavi dell'ecoregione. Nella Tripolitania occidentale l'ecoregione corre lungo la sponda del Mediterraneo, mentre nella penisola della Cirenaica forma una cintura tra i boschi e foreste mediterranei e il Sahara. La parte più orientale dell'ecoregione è una piccola enclave costiera situata appena ad ovest del delta del Nilo in Egitto, vicino alla città di Alessandria.

## Clima
Il clima della regione è arido, con precipitazioni annue comprese tra 100 e 300 mm. Le precipitazioni si concentrano principalmente nei mesi invernali, normalmente sotto forma di temporali intermittenti. Il termometro può scendere fino a 0 °C in inverno e salire a 40 °C durante i mesi estivi, ma la temperatura media annua è di circa 18 °C.

## Flora
Nelle zone più elevate dell'altopiano, a seconda delle condizioni del suolo, dominano tipi diversi di vegetazione steppica: ad esempio, sui pendii e ai piedi dell'Atlante si trova una steppa dominata da Stipa tenacissima, mentre Artemisia herba-alba prevale sulle pendici argillose e nelle depressioni; la steppa di Lygeum spartum si sviluppa sui suoli sabbiosi. Dove si accumula la sabbia si trova un mosaico di tipi diversi di vegetazione, con macchie di Thymeleae muicrophila, Aristida pungens, Retama retam e tamerici (Tamarix sp.). Nelle depressioni si può incontrare anche un tipo di arbusteto composto da pistacchio dell'Atlante (Pistacia atlantica), Ziziphus lotus, Asterichus graveolens e malva (Malva sp.).

## Fauna
La fauna è priva di endemismi e la maggior parte delle specie occupa areali estesi. Abbondano i piccoli mammiferi, tra cui molte specie di gerbilli, il gerboa tetradattilo (Scarturus tetradactylus), in pericolo di estinzione, e l'arvicola di Günther (Microtus guentheri). Nell'ecoregione vi sono ancora popolazioni di capra berbera (Ammotragus lervia) e di gazzella di Cuvier (Gazella cuvieri), così come di iena striata (Hyaena hyaena), che condividono l'areale con mammiferi di origine più prettamente europea come il cinghiale (Sus scrofa), la lontra (Lutra lutra) e la volpe (Vulpes vulpes). Queste affinità europee trovano eco nell'erpetofauna, dove la biscia dal collare (Natrix natrix), la rana del Sahara (Pelophylax saharicus) e il rospo smeraldino (Bufotes viridis) si mescolano al rospo comune africano (Sclerophrys regularis). Lo struzzo del Nordafrica (Struthio camelus camelus) era presente in questa regione, ma oggi è quasi interamente scomparso.

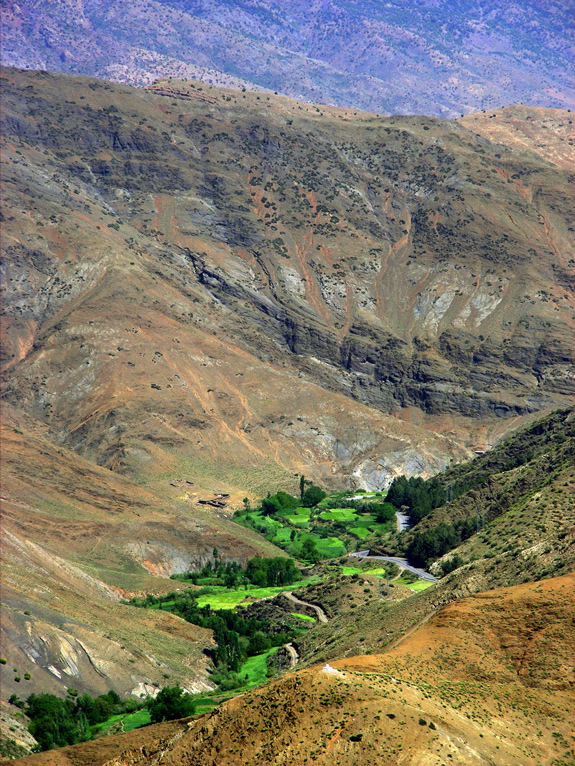
Le montagne dell'Alto Atlante.

## Popolazione
La popolazione umana è scarsa e l'agricoltura stanziale è praticabile solo nelle valli dove c'è una fornitura d'acqua, come i dayas, depressioni caratterizzate da un suolo di buona qualità, e i letto degli uadi. In queste aree è possibile coltivare piante foraggere e colture destinate all'alimentazione. È un tipo di agricoltura che non è possibile praticare ogni anno, quindi gli agricoltori si spostano per seguire le precipitazioni. La densità di popolazione è bassa e la maggior parte della popolazione è più o meno nomade; tuttavia, vi sono anche insediamenti permanenti nelle città costiere, dove la principale attività economica è la pesca.

## Conservazione
All'interno dell'ecoregione vi sono poche aree naturali protette, tra cui i parchi nazionali di Bouhedma e di Chambi in Tunisia e il parco nazionale di Karabolli in Libia.